# Uladzislau Smiahlikau
Uladzislau Smiahlikau (en bielorruso: Уладзіслаў Смяглікаў; Dóbrush, 5 de abril de 1993) es un deportista bielorruso que compite en boxeo.
En los Juegos Europeos de Minsk 2019 obtuvo una medalla de plata en la categoría de 91 kg. Participó en los Juegos Olímpicos de Tokio 2020, ocupando el quinto lugar en el peso pesado.

## Palmarés internacional
| Juegos Europeos | Juegos Europeos     | Juegos Europeos  | Juegos Europeos |
| Año             | Lugar               | Medalla          | Categoría       |
| --------------- | ------------------- | ---------------- | --------------- |
| 2019            | Minsk (Bielorrusia) | Medalla de plata | 91 kg           |